# Greenwood (Indiana)
Greenwood es una ciudad ubicada en el condado de Johnson en el estado estadounidense de Indiana. En el Censo de 2010 tenía una población de 49791 habitantes y una densidad poblacional de 905,49 personas por km².

## Geografía
Greenwood se encuentra ubicada en las coordenadas 39°36′34″N 86°6′26″O / 39.60944, -86.10722. Según la Oficina del Censo de los Estados Unidos, Greenwood tiene una superficie total de 54.99 km², de la cual 54.99 km² corresponden a tierra firme y (0%) 0 km² es agua.

## Demografía
Según el censo de 2010, había 49791 personas residiendo en Greenwood. La densidad de población era de 905,49 hab./km². De los 49791 habitantes, Greenwood estaba compuesto por el 90.06% blancos, el 1.7% eran afroamericanos, el 0.26% eran amerindios, el 3.75% eran asiáticos, el 0.05% eran isleños del Pacífico, el 2.13% eran de otras razas y el 2.06% pertenecían a dos o más razas. Del total de la población el 4.97% eran hispanos o latinos de cualquier raza.